# Károly Khuen-Héderváry
Dragutin Károly Khuen-Héderváry (Bad Gräfenberg in ceco: Jeseník, 23 maggio 1849 – Budapest, 16 febbraio 1918) è stato un politico ungherese e bano di Croazia alla fine del XIX secolo carica nella quale succedette a Hermann Ramberg nel 1883.
Figlio del magnate ungherese Antal Khuen (1817-1886) e di Angelika Izdenczi (1823-1894), si impegnò durante il periodo nel quale ricoprì la carica di bano nella magiarizzazione della Croazia dichiarando l'ungherese lingua ufficiale del Paese. La sua politica creò enormi malcontenti sia tra la popolazione croata sia tra gli intellettuali croati, come nel caso di Ksaver Sandor Dalski. Durante una visita del re Francesco Giuseppe in occasione dell'apertura del Teatro nazionale croato nel 1895, un gruppo di studenti bruciò una bandiera ungherese sotto la statua di Josip Jelačić.
Dopo una serie di rivolte, nel 1903 Khuen venne sollevato dai suoi compiti e nominato primo ministro dell'Ungheria, carica che ricoprì per due volte, nella seconda metà del 1903 e poi fra il 1910 e il 1912, prima dello scoppio della prima guerra mondiale.